# 2019年国家联盟分区赛
2019年國家聯盟分區賽是國家聯盟季後賽第一輪，採用的是5戰3勝制，勝出的2支球隊將會得到國聯冠軍賽的資格。3支分區冠軍球隊和2支外卡球隊獲勝的球隊將參與此次賽事。本賽事在2019年10月3日至10月9日舉行，參賽的4支球隊是：
- 洛杉磯道奇（國聯西區冠軍，106勝56敗）對上華盛頓國民（外卡，93勝69敗）
- 亞特蘭大勇士（國聯東區冠軍，97勝65敗）對上 聖路易紅雀（國聯中區冠軍，91勝71敗）

最終國民3勝2敗淘汰道奇，紅雀3勝2敗淘汰勇士，國民和紅雀晉級國聯冠軍戰。

## 洛杉磯道奇對華盛頓國民
| 場次 | 客隊       | 比分        | 主隊       | 日期    | 場地         | 觀眾人數 |
| ---- | ---------- | ----------- | ---------- | ------- | ------------ | -------- |
| 1    | 華盛頓國民 | 0：6        | 洛杉磯道奇 | 10月3日 | 道奇體育場   | 53,095   |
| 2    | 華盛頓國民 | 4：2        | 洛杉磯道奇 | 10月4日 | 道奇體育場   | 53,086   |
| 3    | 洛杉磯道奇 | 10：4       | 華盛頓國民 | 10月6日 | 國民公園球場 | 43,423   |
| 4    | 洛杉磯道奇 | 1：6        | 華盛頓國民 | 10月7日 | 國民公園球場 | 36,847   |
| 5    | 華盛頓國民 | 7：3 (F/10) | 洛杉磯道奇 | 10月9日 | 道奇體育場   | 54,159   |

### 10月3日 第一場
加利福尼亞州，洛杉磯，道奇體育場
道奇與國民在國聯分區系列賽第1戰，兩邊先發投手都表現不錯，國民隊的派翠克·柯賓主投6局送出9次三振失2分，而道奇隊的Buehler表現更為出色，主投6局僅被擊出1支安打，送出8次三振無失分。
國民隊的打線全場受到道奇投手壓制，而道奇在柯賓下場後，先靠著麥克斯·蒙西的安打得到2分。8局下，上場代打的21歲菜鳥Gavin Lux在他的季後賽首打席就擊出全壘打。最終道奇6比0輕取國民，在系列賽拔得頭籌。
| 華盛頓國民 | 0 | 0 | 0 | 0 | 0 | 0 | 0 | 0 | 0 | 0 | 2 | 2 |
| 洛杉磯道奇 | 1 | 0 | 0 | 0 | 1 | 0 | 2 | 2 | 0 | 6 | 7 | 0 |
| 勝投： Walker Buehler (1–0) 敗投： 派翠克·柯賓 (0–1) 全壘打： 國民：無 道奇：Gavin Lux(8下，1分)、賈克·彼得森(8下，1分) |   |   |   |   |   |   |   |   |   |   |   |   |

### 10月4日 第二場
加利福尼亞州，洛杉磯，道奇體育場
國民在第一局就靠著安打與保送先得一分。2局上，亞當·伊頓和安東尼·倫登的連續安打讓國民取得3比0領先。
國民的先發投手史蒂芬·史崔斯伯格表現優異，先發前5局無失分，直到第6局才被道奇得分。總計他主投6局送出10次三振失一分。
7局下，麥克斯·蒙西的陽春砲讓道奇追到2比3落後一分。不過8局上，Asdrubal Cabrera的安打讓國民再得一分。國民在9局下派出Daniel Hudson關門，雖然他一度讓道奇攻佔滿壘，不過他對柯瑞·席格投出再見三振。國民以4比2獲勝，扳平系列賽。
| 華盛頓國民 | 1 | 2 | 0 | 0 | 0 | 0 | 0 | 1 | 0 | 4 | 10 | 0 |
| 洛杉磯道奇 | 0 | 0 | 0 | 0 | 0 | 1 | 1 | 0 | 0 | 2 | 5  | 1 |
| 勝投： 史蒂芬·史崔斯伯格 (1–0) 敗投： 克萊頓·克蕭 (1–0) 救援成功： Daniel Hudson (1) 全壘打： 國民：無 道奇：麥克斯·蒙西(7下，1分) |   |   |   |   |   |   |   |   |   |   |    |   |

### 10月6日 第三場
華盛頓哥倫比亞特區，國民公園球場
前一場比賽拿下勝利的國民隊，在第一局就靠著胡安·索托的2分全壘打先馳得點。道奇打線在前四局受到國民先發投手Aníbal Sánchez的壓制，直到5局上才靠著麥克斯·蒙西的陽春砲破蛋。6局上，國民隊派出第一場的先發派翠克·柯賓接替Sánchez的投球。柯賓在被科迪·貝林傑擊出安打後快速三振後面2位打者，不過卻遲遲抓不到第3個出局數。羅素·馬丁先是擊出2分打點的二壘安打超前比分，代打的安立奎·赫南德茲也擊出一支2分打點的二壘安打，這支安打也將疲憊的柯賓打退場。接替的國民投手Wander Suero面對第一位打者賈斯汀·特納再被敲出3分砲，這支全壘打也給予國民隊重傷害。6局下，國民隊靠著喬·凱利控球不穩單局得到2分。9局上，擊出關鍵安打的羅素·馬丁再補上一支2分砲。終場道奇以10比4大勝國民，系列賽2比1聽牌。
| 洛杉磯道奇 | 0 | 0 | 0 | 0 | 1 | 7 | 0 | 0 | 2 | 10 | 14 | 0 |
| 華盛頓國民 | 2 | 0 | 0 | 0 | 0 | 2 | 0 | 0 | 0 | 4  | 6  | 0 |
| 勝投： 柳賢振(1–0) 敗投： 派翠克·柯賓(0–2) 全壘打： 道奇：麥克斯·蒙西(5上，1分)、賈斯汀·特納(6上，3分)、羅素·馬丁(9上，2分) 國民：胡安·索托(1下，2分) |   |   |   |   |   |   |   |   |   |    |    |   |

### 10月7日 第四場
華盛頓哥倫比亞特區，國民公園球場
昨天遭道奇10比4痛宰系列賽聽牌後，G4無退路情況下交給王牌投手薛茲爾（Max Scherzer）。而薛茲爾不辜負期望繳出7局失1分好投，加上5局國民代表性球星辛瑪曼（Ryan Zimmerman）3分砲，終場6比1將系列賽逼入G5。
| 洛杉磯道奇 | 1 | 0 | 0 | 0 | 0 | 0 | 0 | 0 | 0 | 1 | 5  | 0 |
| 華盛頓國民 | 0 | 0 | 1 | 0 | 4 | 1 | 0 | 0 | X | 6 | 10 | 0 |
| 勝投： 麥斯·薛澤（1–0) 敗投： Julio Urias（0–1） 全壘打： 道奇：賈斯汀·特納(1上，1分) 國民：莱恩·齐默尔曼(5下，3分) |   |   |   |   |   |   |   |   |   |   |    |   |

### 10月9日 第五場
加利福尼亞州，洛杉磯，道奇體育場
比賽一開始，賈克·彼得森擊出一發陽春彈，不過在國民左外野手胡安·索托挑戰後，裁判觀看重播認定這只是一支打穿牆縫的二壘安打，不過下一棒麥克斯·蒙西擊出全壘打仍然把彼得森一起送了回來，讓道奇取得2比0領先。2局下，安立奎·赫南德茲再補上一支全壘打，道奇在比賽前段就已3比0領先國民。
道奇的先發投手Walker Buehler表現不錯，主投6.2局送出7次三振，僅在第6局因安東尼·倫登和索托連續安打失1分。不過，在第7局接替Buehler投球、並成功度過一二壘跑者危機的克萊頓·克蕭，在第8局面對前兩名打者安東尼·倫登和胡安·索托時，被兩名打者擊出背靠背的兩發陽春全壘打，國民隊也因此追平比數。
之後兩隊連續兩局都沒有人攻佔得點圈過，威爾·史密斯在9局下的深遠飛球一度讓道奇隊球員衝出休息室，不過這球在牆前被國民隊的右外野手亞當·伊頓接殺。一路僵持到10局上，喬·凱利先是保送了伊頓，又被倫登打了一支場地二壘安打。這時道奇決定故意四壞保送前面擊出全壘打的索托，要來抓整個系列賽19打數只有4支安打（都是一壘安打）、今天上場四次毫無建樹領到兩次三振還外加一個雙殺打的老將霍伊·肯德瑞克，結果肯德瑞克在零出局滿壘的時候擊出了滿貫全壘打。加上Sean Doolittle關門成功，國民最終逆轉道奇，挺進國聯冠軍賽。這也是國民隊隊史第一次晉級國聯冠軍賽。
| 華盛頓國民 | 0 | 0 | 0 | 0 | 0 | 1 | 0 | 2 | 0 | 4 | 7 | 9 | 1 |
| 洛杉磯道奇 | 2 | 1 | 0 | 0 | 0 | 0 | 0 | 0 | 0 | 0 | 3 | 7 | 1 |
| 勝投： Daniel Hudson (1–0) 敗投： 喬·凱利 (0–1) 救援成功： Sean Doolittle (1) 全壘打： 國民：安東尼·倫登 (8上，1分)、胡安·索托 (8上，1分)、霍伊·肯德瑞克 (10上，4分) 道奇：麥克斯·蒙西 (1下，2分）、安立奎·赫南德茲 (2下，1分） |   |   |   |   |   |   |   |   |   |   |   |   |   |

## 亞特蘭大勇士對聖路易紅雀
| 場次 | 客隊         | 比分           | 主隊         | 日期    | 場地         | 觀眾人數 |
| ---- | ------------ | -------------- | ------------ | ------- | ------------ | -------- |
| 1    | 聖路易紅雀   | 7：6           | 亞特蘭大勇士 | 10月3日 | 太陽信託公園 | 42,631   |
| 2    | 聖路易紅雀   | 0：3           | 亞特蘭大勇士 | 10月4日 | 太陽信託公園 | 42,911   |
| 3    | 亞特蘭大勇士 | 3：1           | 聖路易紅雀   | 10月6日 | 布希體育場   | 46,701   |
| 4    | 亞特蘭大勇士 | 4：5(延長10局) | 聖路易紅雀   | 10月7日 | 布希體育場   | 42,203   |
| 5    | 聖路易紅雀   | 13：1          | 亞特蘭大勇士 | 10月9日 | 太陽信託公園 | 43,122   |

### 10月3日 第一場
喬治亞州，亞特蘭大，太陽信託公園
勇士在國聯分區戰第一場於主場迎戰紅雀，並在前6局取得2分領先。不過紅雀在8局展開攻勢，高施密特（Paul Goldsmichdt）生涯季後賽第5轟先是幫助球隊追平比數，9局上再靠著歐祖納（Marcell Ozuna）和寇頓·王接連的2分打點車布邊二壘安打下4分。9局下，勇士靠著阿庫尼亞和弗里曼的全壘打追到一分差，不過紅雀投手Carlos Martínez驚險守成，終場紅雀7比6驚險獲勝。
| 聖路易紅雀 | 0 | 0 | 0 | 0 | 1 | 0 | 0 | 2 | 4 | 7 | 14 | 2 |
| 亞特蘭大勇士 | 1 | 0 | 0 | 0 | 0 | 2 | 0 | 0 | 3 | 6 | 9  | 0 |
| 勝投： Carlos Martínez(1–0) 敗投： 馬克·梅蘭森(0–1) 全壘打： 紅雀：保羅·高施密特(8上，1分） 勇士：小羅納德·阿庫尼亞(9下，2分）、弗萊迪·弗里曼（9下，1分） |   |   |   |   |   |   |   |   |   |   |    |   |

### 10月4日 第二場
喬治亞州，亞特蘭大，太陽信託公園
紅雀隊與勇士隊的分區系列賽第一戰打出大分，第二戰風格一轉，勇士隊先發投手佛提奈維奇（Mike Foltynewicz）七局無失分，加上杜沃（Adam Duvall）一發代打兩分砲，以3：0擊敗紅雀隊，將戰績扳平為一勝一敗。
| 聖路易紅雀 | 0 | 0 | 0 | 0 | 0 | 0 | 0 | 0 | 0 | 0 | 6 | 0 |
| 亞特蘭大勇士 | 1 | 0 | 0 | 0 | 0 | 0 | 2 | 0 | x | 3 | 8 | 0 |
| 勝投： Mike Foltynewicz(1–0) 敗投： 傑克·弗萊赫提(0–1) 救援成功： 馬克·梅蘭森(1) 全壘打： 紅雀：無 勇士：Adam Duvall(7下，2分) |   |   |   |   |   |   |   |   |   |   |   |   |

### 10月6日 第三場
密蘇里州，聖路易，布希體育場
這場比賽勇士隊派出年輕右投麥克·索羅卡對決亞當·溫賴特。索羅卡主投7局送出7次三振，被擊出2支安打失1分；而溫賴特表現更好，主投7.2局送出8次三振無失分。勇士隊在9局上突破紅雀終結者Carlos Martinez的投球，在2出局後靠著丹斯比·史瓦森和Adam Duvall的安打單局攻下3分逆轉。終場勇士隊以3：1逆轉擊敗紅雀隊，系列賽取得2勝1敗的聽牌優勢。
| 亞特蘭大勇士                                                                       | 0 | 0 | 0 | 0 | 0 | 0 | 0 | 0 | 3 | 3 | 7 | 0 |
| 聖路易紅雀                                                                         | 0 | 1 | 0 | 0 | 0 | 0 | 0 | 0 | 0 | 1 | 3 | 0 |
| 勝投： Sean Newcomb（1–0） 敗投： Carlos Martinez（1–1） 救援成功： 馬克·梅蘭森(1) |   |   |   |   |   |   |   |   |   |   |   |   |

### 10月7日 第四場
密蘇里州，聖路易，布希體育場
面對聽牌的勇士隊，紅雀隊在第一局就打出氣勢，他們靠著保羅·高施密特和馬歇爾·歐祖納的背靠背全壘打取得2比0領先。而勇士隊在3局上靠著安打和高飛犧牲打追回1分。4局下，歐祖納單場擊出雙響砲。不過勇士隊在5局上包含奧西·艾爾比斯的2分砲在內單局攻下3分逆轉。8局下，雅迪爾·莫里納擊出一壘手後方的一壘安打，高施密特回來得分，比賽回到原點。10局下，擊出追平安的莫里納再跳出來當英雄。他擊出再見高飛犧牲打，讓紅雀隊1分之差氣走勇士隊，系列賽兩隊2比2平手。
| 亞特蘭大勇士 | 0 | 0 | 1 | 0 | 3 | 0 | 0 | 0 | 0 | 0  | 4 | 8 | 0 |
| 聖路易紅雀 | 2 | 0 | 0 | 1 | 0 | 0 | 0 | 1 | 0 | 1x | 5 | 9 | 1 |
| 勝投： 邁爾士·米克拉斯(1–0) 敗投： Julio Teheran(0–1) 全壘打： 勇士：奧西·艾爾比斯(5上，2分) 紅雀：保羅·高施密特(1下，1分)、馬歇爾·歐祖納(1下，1分、4下，1分) |   |   |   |   |   |   |   |   |   |    |   |   |   |

### 10月9日 第五場
喬治亞州，亞特蘭大，太陽信託公園
國聯分區賽最終戰，兩邊都派出第2場的先發投手應戰。然而Mike Foltynewicz的表現卻荒腔走板，只投了0.1局就掉了7分。而紅雀在沒有敲出全壘打的情況下單局狂灌10分，寫下了季後賽新紀錄。傑克·弗萊赫提依舊維持王牌水準，主投6局送出8K只失1分拿下勝投。終場紅雀就以13比1輕鬆過關，相隔5年再闖國聯冠軍戰。
| 聖路易紅雀                                                                                              | 10 | 1 | 2 | 0 | 0 | 0 | 0 | 0 | 0 | 13 | 11 | 0 |
| 亞特蘭大勇士                                                                                            | 0  | 0 | 0 | 1 | 0 | 0 | 0 | 0 | 0 | 1  | 6  | 2 |
| 勝投： 傑克·弗萊赫提（1–1） 敗投： Mike Foltynewicz(1–1) 全壘打： 紅雀：無 勇士：賈許·唐納森 (4下，1分) |    |   |   |   |   |   |   |   |   |    |    |   |